# Hashidate (incrociatore)
La Hashidate (橋立?) fu un incrociatore protetto classe Matsushima della Marina imperiale giapponese impostata il 6 agosto 1888 nel cantiere di Yokosuka, varata il 24 marzo 1891 e completata il giugno 1894. Come le sue navi sorelle (Matsushima e Itsukushima) il suo nome deriva da una delle vedute più belle del Giappone, in questo caso Amanohashidate nella prefettura di Kyōto.

## Storia
La Hashidate combatté nella battaglia del fiume Yalu e nel successivo attacco contro Weihaiwei nella prima guerra sino-giapponese.
Il 21 marzo 1898 venne riclassificata come incrociatore di seconda classe.
Il 25 febbraio 1901 insieme alla Itsukushima salpò da Yokosuka per un tour che la portò a Manila, Batavia, Hong Kong, Chelumpo, Pusan, Gensan, and Vladivostok, ritornando a Yokosuka il 14 agosto 1901.
Nel 1901-1902 le caldaie vennero sostituite con otto nuove caldaie Miyabara.
Durante la guerra russo-giapponese la Hashidate e le sue navi sorelle, ormai troppo vecchie, furono assegnate al 5º Squadrone della Terza Flotta di riserva, insieme con l'ugualmente vecchia ironclad Chin'en al comando dell'ammiraglio Shichiro Kataoka.
Il 28 agosto 1912, venne riclassificata come vascello di difesa costiera di seconda classe, cancellata dalla lista delle navi il 1º aprile e demolita nel 1927.
Il nome Hashidate venne assegnato anche a una cannoniera fluviale della seconda guerra mondiale.